# 格蘭維爾鎮區 (北達科他州麥克亨利縣)
格蘭維爾鎮區（英語：Granville Township）是位於美國北達科他州麥克亨利縣的一個鎮區。

## 地方資料
格蘭維爾鎮區的面積為93.09平方千米，當中陸地面積為91.06平方千米，而水域面積為2.03平方千米。根據2020年美國人口普查的數據，當地共有人口88人，而人口密度為每平方千米0.95人。